# Gran Premi de Malàisia del 2002
Resultats del Gran Premi de Malàisia de Fórmula 1 de la temporada 2002, disputat al circuit de Sepang el 17 de març del 2002.

## Resultats
| Pos. | No | Pilot                 | Equip              | Voltes | Temps/ Retirada     | Pos. de sortida | Punts |
| ---- | -- | --------------------- | ------------------ | ------ | ------------------- | --------------- | ----- |
| 1    | 5  | Ralf Schumacher       | Williams - BMW     | 56     | 1h 34' 13. 0        | 4               | 10    |
| 2    | 6  | Juan Pablo Montoya    | Williams - BMW     | 56     | + 39.699 s          | 2               | 6     |
| 3    | 1  | Michael Schumacher    | Ferrari            | 56     | + 01' 02.2 min.     | 1               | 4     |
| 4    | 15 | Jenson Button         | Renault            | 56     | + 01' 10.2 min.     | 8               | 3     |
| 5    | 7  | Nick Heidfeld         | Sauber - Petronas  | 55     | + 1 Volta           | 7               | 2     |
| 6    | 8  | Felipe Massa          | Sauber - Petronas  | 55     | + 1 Volta           | 14              | 1     |
| 7    | 25 | Allan McNish          | Toyota             | 55     | + 1 Volta           | 19              |       |
| 8    | 11 | Jacques Villeneuve    | BAR - Honda        | 55     | + 1 Volta           | 13              |       |
| 9    | 10 | Takuma Sato           | Jordan - Honda     | 54     | + 2 Voltes          | 15              |       |
| 10   | 17 | Pedro de la Rosa      | Jaguar - Cosworth  | 54     | + 2 Voltes          | 17              |       |
| 11   | 20 | Heinz-Harald Frentzen | Arrows - Cosworth  | 54     | + 2 Voltes          | 11              |       |
| 12   | 24 | Mika Salo             | Toyota             | 53     | + 3 Voltes          | 10              |       |
| 13   | 9  | Giancarlo Fisichella  | Jordan - Honda     | 53     | + 3 Voltes          | 9               |       |
| Ret  | 2  | Rubens Barrichello    | Ferrari            | 39     | Motor               | 3               |       |
| Ret  | 23 | Mark Webber           | Minardi - Asiatech | 34     | Part Elèctrica      | 21              |       |
| Ret  | 16 | Eddie Irvine          | Jaguar - Cosworth  | 30     | Part Hidràulica     | 20              |       |
| Ret  | 22 | Alex Yoong            | Minardi - Asiatech | 29     | Caixa canvi         | 22              |       |
| Ret  | 4  | Kimi Räikkönen        | McLaren - Mercedes | 24     | Motor               | 5               |       |
| Ret  | 21 | Enrique Bernoldi      | Arrows - Cosworth  | 20     | Pressió combustible | 16              |       |
| Ret  | 3  | David Coulthard       | McLaren - Mercedes | 15     | Motor               | 6               |       |
| Ret  | 12 | Olivier Panis         | BAR - Honda        | 9      | Embragatge          | 18              |       |
| Ret  | 14 | Jarno Trulli          | Renault            | 9      | Sobreescalfament    | 12              |       |

## Altres
- Pole: Michael Schumacher 1' 35. 266

- Volta ràpida: Juan Pablo Montoya 1' 38. 049 (a la volta 38)